# Erlöserkirche (Berlin-Tegel)

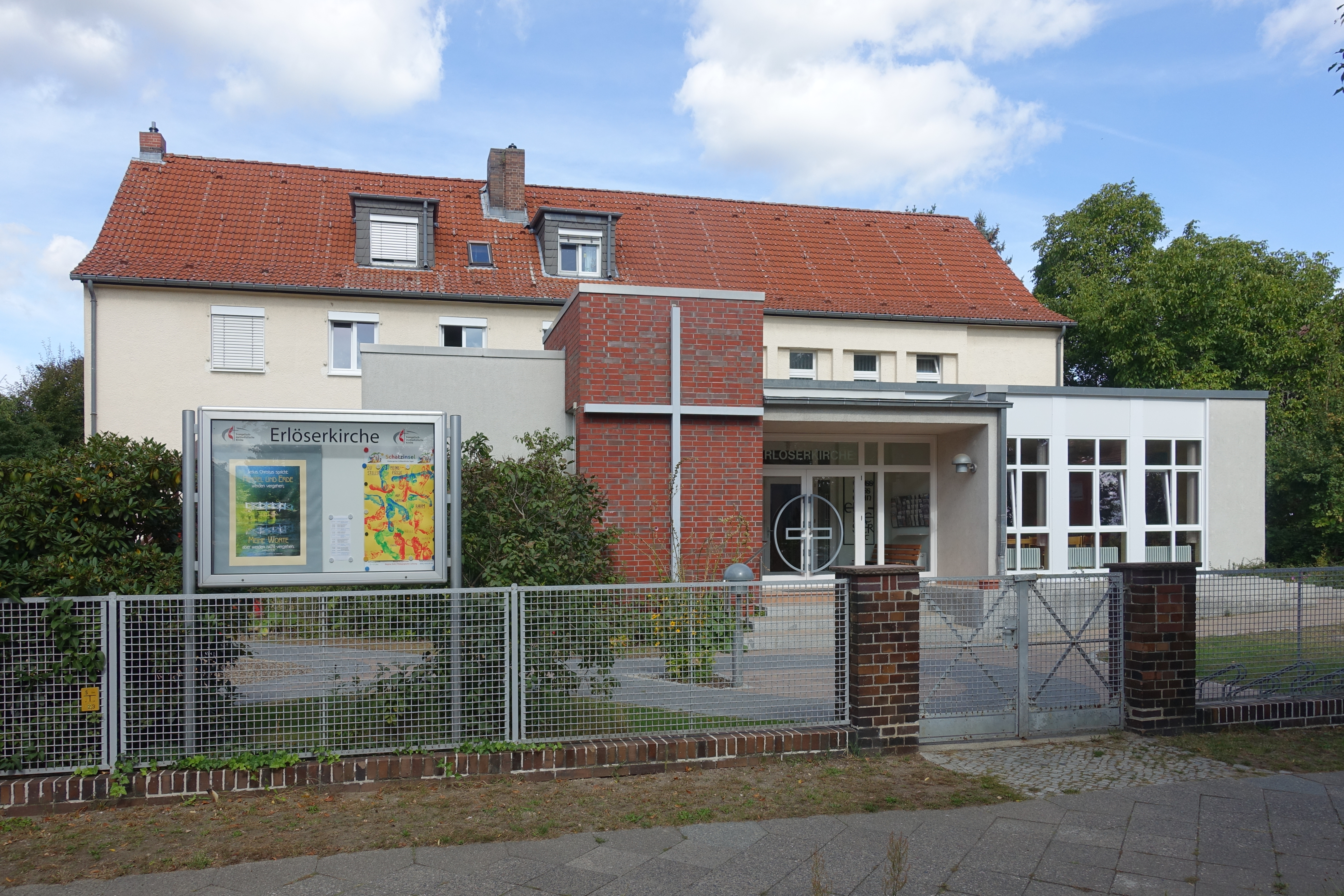
Erlöserkirche

Die Erlöserkirche (ⓘ), gebaut 1937–1939, ist eine evangelisch-methodistische Kirche in der Gorkistraße 127 im Berliner Ortsteil Tegel des heutigen Bezirks Reinickendorf.

## Geschichte
Die Kirchengemeinde blickt auf eine über 100-jährige Geschichte zurück. 1901 begann die Gemeindearbeit der Methodistenkirche in Tegel. Da die Gemeinde noch sehr klein war, wurden die ersten Gottesdienste in privaten Wohnungen und später in angemieteten Wohnungen gefeiert. Da die Gemeinde ständig wuchs, wurde ab 1922 ein ehemaliges Kino gemietet und zu einem Versammlungssaal der Gemeinde umgestaltet. Erst 1927 erhielt die Gemeinde auch einen eigenen Pastor. Da die freikirchliche Gemeinde keine Gelder von der evangelischen Landeskirche in Preußen oder von der öffentlichen Verwaltung erhielt, musste ein Kirchenbauverein diese durch Spenden sammeln. 1937 konnte dann ein Grundstück in der heutigen Gorkistraße gekauft und bereits zwei Jahre später ein neues Gebäude eingeweiht werden. Auch dieses wurde mit der Zeit zu klein und 1960 erfolgte ein Anbau. Mit der Einweihung des Anbaus 1960 erhielt die Kirche den Namen Erlöserkirche. 1968 wurde eine Walcker-Orgel angeschafft. Der heutige Gebäudekomplex des Gemeindezentrums mit Kindergarten wurde endgültig 1992 geschaffen.